# Мальже, Кевин
Кевин Мальже (нем. Kevin Malget; 15 января 1991, Вильц, Люксембург) — люксембургский футболист, защитник. Выступал за сборную Люксембурга.

### Клубная карьера
Кевин Мальже с ранних лет занимался футболом в спортивном клубе «Этцелла». В 16 лет он переехал в Германию в футбольный клуб «Алемания» из Ахена. До 2010 года он играл в молодёжных составах, позже стал выступать за вторую команду клуба в Молодёжной Бундеслиге. После окончания молодёжной карьеры он долгое время оставался в резерве не получая игровую практику.
В сезоне 2011/2012 Кевин вернулся на родину и подписал долгосрочный контракт с «Ф91 Дюделанж». С этим клубом он стал шестикратным Чемпионом Люксембурга и четырёхкратным обладателем Кубка Люксембурга, сыграв за клуб 130 матчей и забив 11 мячей.
В 2019 году перешёл в бельгийский «Виртон».

### Карьера в сборной
Дебютировал за сборную Люксембурга 4 июня 2010 года в товарищеском матче против сборной Фарерских островов, в котором отыграл все 90 минут.
| №  | Дата            | Оппонент             | Счёт | Голы | Передачи | Карточки | Минуты | Соревнование                |
| -- | --------------- | -------------------- | ---- | ---- | -------- | -------- | ------ | --------------------------- |
| 1  | 4 июня 2010     | Фарерские острова    | 0:0  | —    | —        | —        | 90'    | Товарищеский матч           |
| 2  | 3 июня 2011     | Венгрия              | 0:1  | —    | —        | —        | 5'     | Товарищеский матч           |
| 3  | 7 июня 2011     | Беларусь             | 0:2  | —    | —        | —        | 61'    | Отбор ЧЕ-2012 (группа D)    |
| 4  | 31 марта 2015   | Турция               | 1:2  | —    | —        | —        | 90'    | Товарищеский матч           |
| 5  | 9 июня 2015     | Молдова              | 0:0  | —    | —        | —        | 63'    | Товарищеский матч           |
| 6  | 14 июня 2015    | Украина              | 0:3  | —    | —        | —        | 90'    | Отбор ЧЕ-2016 (группа C)    |
| 7  | 9 октября 2015  | Испания              | 0:4  | —    | —        | 54'      | 90'    | Отбор ЧЕ-2016 (группа C)    |
| 8  | 12 октября 2015 | Словакия             | 2:4  | —    | —        | —        | 33'    | Отбор ЧЕ-2016 (группа C)    |
| 9  | 13 ноября 2015  | Греция               | 1:0  | —    | —        | —        | 90'    | Товарищеский матч           |
| 10 | 17 ноября 2015  | Португалия           | 0:2  | —    | —        | 15'      | 48'    | Товарищеский матч           |
| 11 | 25 марта 2016   | Босния и Герцеговина | 0:3  | —    | —        | —        | 90'    | Товарищеский матч           |
| 12 | 29 марта 2016   | Албания              | 3:0  | —    | —        | —        | 90'    | Товарищеский матч           |
| 13 | 2 сентября 2016 | Латвия               | 1:3  | —    | —        | —        | 90'    | Товарищеский матч           |
| 14 | 6 сентября 2016 | Болгария             | 3:4  | —    | —        | 23'      | 90'    | Отбор ЧМ-2018 (группа А)    |
| 15 | 7 октября 2016  | Швеция               | 0:1  | —    | —        | 66' 82'  | 82'    | Отбор ЧМ-2018 (группа А)    |
| 16 | 13 ноября 2016  | Нидерланды           | 1:3  | —    | —        | —        | 90'    | Отбор ЧМ-2018 (группа А)    |
| 17 | 25 марта 2017   | Франция              | 1:3  | —    | —        | —        | 90'    | Отбор ЧМ-2018 (группа А)    |
| 18 | 28 марта 2017   | Кабо-Верде           | 0:2  | —    | —        | —        | 90'    | Товарищеский матч           |
| 19 | 4 июня 2017     | Албания              | 2:1  | 75′  | —        | —        | 90'    | Товарищеский матч           |
| 20 | 9 июня 2017     | Нидерланды           | 0:5  | —    | —        | 56'      | 90'    | Отбор ЧМ-2018 (группа А)    |
| 21 | 3 сентября 2017 | Франция              | 0:0  | —    | —        | —        | 90'    | Отбор ЧМ-2018 (группа А)    |
| 22 | 7 октября 2017  | Швеция               | 0:8  | —    | —        | —        | 90'    | Отбор ЧМ-2018 (группа А)    |
| 23 | 10 октября 2017 | Болгария             | 1:1  | —    | —        | —        | 90'    | Отбор ЧМ-2018 (группа А)    |
| 24 | 9 ноября 2017   | Венгрия              | 2:1  | —    | —        | 76'      | 90'    | Товарищеский матч           |
| 25 | 22 марта 2018   | Мальта               | 1:0  | —    | —        | 90'      | 46'    | Товарищеский матч           |
| 26 | 27 марта 2018   | Австрия              | 0:4  | —    | —        | —        | 45'    | Товарищеский матч           |
| 27 | 31 мая 2018     | Сенегал              | 0:0  | —    | —        | —        | 90'    | Товарищеский матч           |
| 28 | 5 июня 2018     | Грузия               | 1:0  | —    | —        | —        | 19'    | Товарищеский матч           |
| 29 | 8 сентября 2018 | Молдова              | 4:0  | 34′  | —        | —        | 90'    | Лига наций 2018/19 (D)      |
| 30 | 12 октября 2018 | Беларусь             | 0:1  | —    | —        | —        | 45'    | Лига наций 2018/19 (D)      |
| 31 | 25 марта 2019   | Украина              | 1:2  | —    | —        | 62'      | 90'    | Отбор ЧЕ-2020 (группа В)    |
| 32 | 2 июня 2019     | Мадагаскар           | 3:3  | —    | —        | —        | 45'    | Товарищеский матч           |
| 33 | 7 июня 2019     | Литва                | 1:1  | —    | —        | 85'      | 29'    | Отбор ЧЕ-2020 (группа В)    |
| 34 | 5 сентября 2019 | Северная Ирландия    | 0:1  | —    | —        | —        | 45'    | Товарищеский матч           |
| 35 | 7 октября 2020  | Лихтенштейн          | 1:2  | —    | —        | —        | 90'    | Товарищеский матч           |
| 36 | 7 сентября 2021 | Катар                | 1:1  | —    | —        | —        | 17'    | Товарищеский матчПолужирный |

Итого: сыграно матчей: 36 / забито мячей 2; победы: 7, ничьи: 8, поражения: 21.

## Достижения
«Ф91 Дюделанж»
- Чемпион Люксембурга (7): 2010/11, 2011/12, 2013/14, 2015/16, 2016/17, 2017/18, 2018/19
- Обладатель Кубка Люксембурга (4): 2011/12, 2015/16, 2016/17, 2018/19

## Личная жизнь
Кевин Мальже сын известного игрока Сборной Люксембурга Тео Мальже, который играл на позиции полузащитника и провёл за сборную 47 матчей.